# 1991-es dán labdarúgó-bajnokság (első osztály)
Az 1991-es Danish Superliga volt az 1. alkalommal megrendezett, legmagasabb szintű labdarúgó-bajnokság Dániában.
A szezont a Brøndby csapata nyerte, a bajnokság történetében először.

## Tabella
| Hely. | Csapat        | M  | Gy | D  | V  | G+ | G– | Gk  | P  | Továbbjutás vagy kiesés                              |
| ----- | ------------- | -- | -- | -- | -- | -- | -- | --- | -- | ---------------------------------------------------- |
| 1.    | Brøndby (B)   | 18 | 10 | 6  | 2  | 26 | 15 | +11 | 26 | BEK, 1. forduló                                      |
| 2.    | Lyngby        | 18 | 10 | 4  | 4  | 35 | 18 | +17 | 24 |                                                      |
| 3.    | Aarhus        | 18 | 6  | 8  | 4  | 29 | 26 | +3  | 20 |                                                      |
| 4.    | Frem          | 18 | 6  | 7  | 5  | 25 | 24 | +1  | 19 |                                                      |
| 5.    | Odense        | 18 | 3  | 11 | 4  | 21 | 20 | +1  | 17 | KEK, selejtező                                       |
| 6.    | AaB           | 18 | 6  | 5  | 7  | 29 | 33 | −4  | 17 |                                                      |
| 7.    | B 1903        | 18 | 6  | 4  | 8  | 19 | 18 | +1  | 16 | UEFA-kupa, 1. kör                                    |
| 8.    | Vejle         | 18 | 5  | 6  | 7  | 20 | 22 | −2  | 16 |                                                      |
| 9.    | Silkeborg (O) | 18 | 4  | 7  | 7  | 23 | 33 | −10 | 15 | Osztályozó                                           |
| 10.   | Ikast (K)     | 18 | 3  | 4  | 11 | 9  | 27 | −18 | 10 | Kiesett a Danish 1st Divisionbe és UEFA-kupa, 1. kör |

### Osztályozó
| 1. csapat | Össz. | 2. csapat | 1. mérk. | 2. mérk. |
| --------- | ----- | --------- | -------- | -------- |
| Silkeborg | 5–4   | B 1909    | 3–4      | 2–0      |

## Meccstáblázat
| Hazai \ Vendég | AGF | B03 | BKF | BIF | IFS | LBK | OB  | SIF | VBK | AAB |
| -------------- | --- | --- | --- | --- | --- | --- | --- | --- | --- | --- |
| Aarhus         | —   | 2–1 | 2–1 | 1–2 | 3–2 | 1–1 | 3–1 | 2–1 | 0–0 | 6–1 |
| B 1903         | 3–0 | —   | 0–1 | 0–1 | 0–0 | 2–0 | 0–0 | 1–1 | 3–0 | 4–1 |
| Frem           | 2–2 | 1–2 | —   | 1–1 | 1–0 | 2–1 | 3–0 | 2–2 | 1–1 | 1–2 |
| Brøndby        | 0–0 | 1–0 | 4–1 | —   | 2–1 | 0–3 | 0–0 | 2–1 | 3–1 | 2–2 |
| Ikast          | 1–1 | 1–0 | 2–1 | 0–1 | —   | 1–0 | 0–0 | 1–2 | 0–2 | 0–0 |
| Lyngby         | 2–1 | 4–1 | 1–1 | 1–1 | 5–0 | —   | 1–0 | 5–2 | 1–0 | 2–0 |
| Odense         | 0–0 | 0–0 | 1–1 | 1–1 | 3–0 | 1–1 | —   | 6–0 | 4–2 | 1–1 |
| Silkeborg      | 3–3 | 0–1 | 1–1 | 1–0 | 1–0 | 4–3 | 2–2 | —   | 0–0 | 1–1 |
| Vejle          | 1–1 | 1–0 | 1–2 | 1–3 | 3–0 | 0–2 | 0–0 | 1–0 | —   | 5–1 |
| AaB            | 4–1 | 4–1 | 1–2 | 0–2 | 2–0 | 1–2 | 5–1 | 2–1 | 1–1 | —   |

## Statisztikák

### Góllövőlista
| Rank | Player                   | Club      | Goals |
| ---- | ------------------------ | --------- | ----- |
| 1    | Bent Christensen Arensøe | Brøndby   | 11    |
| 2    | Peter Møller             | AaB       | 9     |
| 2    | Per Pedersen             | Lyngby    | 9     |
| 4    | Flemming Christensen     | Lyngby    | 8     |
| 4    | Søren Andersen           | Aarhus    | 8     |
| 6    | Heine Fernandez          | Silkeborg | 7     |
| 7    | Peter Nielsen            | Lyngby    | 7     |
| 7    | Torben Frank             | Lyngby    | 7     |
| 7    | Thomas Thorninger        | Vejle     | 7     |
| 7    | Torben Christensen       | Aarhus    | 7     |
| 7    | Jan Bartram              | Aarhus    | 7     |